# Barbados
Barbados är en självständig östat i ögruppen Små Antillerna i Västindien. Barbados är det mest tätbefolkade landet i Amerika och är en av världens mest tätbefolkade stater. Ön ligger 434,5 kilometer nordost om Venezuela. De närmaste grannöarna är Saint Lucia respektive Saint Vincent och Grenadinerna, som båda ligger väster om ön.
Barbados är ungefär 430 km² stort och består främst av lågland, med några högre regioner i inlandet. Barbados har troligen inte bildats av ett vulkanutbrott; berggrunden består främst av kalksten och korall. Det finns stora sockerplantager på ön och betesområden nära havet.
Barbados har bland de högsta levnadsstandarderna och läskunnighetsnivåerna i tredje världen och ligger enligt FN:s utvecklingsprogram på fjärde plats bland alla världens utvecklingsländer. Ön är också ett stort turistmål.
Den 20 oktober 2021 valdes Sandra Mason till att bli Barbados första president och den 30 november samma år efterträdde hon Elizabeth II som statschef, då Barbados ändrade statsskick från monarki till republik.

## Historia
Portugiser och spanjorer kom som de första européerna till Barbados på 1500-talet. Under deras tid utrotades den indianska urbefolkningen (en del fördes som slavar till Haiti). Britterna fortsatte kolonisationen på 1600-talet. 
Britterna började bosätta sig där 1627 och införde sockerplantager, där slavar arbetade till 1834, då slaveriet förbjöds. Sociala och politiska reformer genomfördes gradvis under 1940- och 1950-talen och ledde till självständighet från Storbritannien 1966.
De första som bosatte sig på Barbados var nomadiska indianer. Tre immigrantgrupper flyttade norrut mot Nordamerika. Den första gruppen var jordbrukare, fiskare och keramiker som anlände med kanot från Sydamerika omkring 350 e.Kr. Arawakfolket var den andra gruppen att anlända från Sydamerika omkring 800 e.Kr. Några arawakbosättningar på ön är Stroud Point, Chandler Bay, Saint Luke's Gully och Mapp's Cave. Enligt ättlingar till arawakier var Barbados ursprungliga namn Ichirouganaim. Under 1200-talet anlände kariber från Sydamerika, vilka var den tredje vågen. Under de närmaste århundradena levde de tre olika grupperna isolerade från varandra.
Namnet "Barbados" kommer från en portugisisk utforskare vid namn Pedro Campos, som kallade ön Los Barbados ("de skäggiga"), då han 1536 såg öns fikonträd med långa hängande rötter, som liknade skägg. Mellan 1536 och 1550 tillfångatog spanjorerna många kariber på Barbados och använde dem till slavarbete på sockerplantager. Många kariber flydde i samband med detta från ön.
Brittiska sjömän som landsteg på Barbados på 1620-talet, vid dagens Holetown, fann ön obebodd. Från det att de första britterna anlände 1627, fram till självständighetsförklaringen 1966, var Barbados under oavbrutet brittiskt styre. Dock åtnjöt Barbados stor lokal autonomi.
Många irländare skickades till Barbados för att fungera som handlare och tjänare och under flera århundraden fungerade de som en buffert mellan plantageägarna och de afrikanska slavarna. De var antingen en del av den koloniala milisen eller så kämpade de för afrikanerna i olika upplopp. Giftermål mellan irländare och afrikaner var vanliga och eftersom afrikanerna kunde motstå tropiska sjukdomar och klimatet bättre än de vita, och då många vita slavar emigrerade om de fick möjlighet, gick Barbados från att ha en irländsk majoritetsbefolkning på 1600-talet till att ha en övervägande svart befolkning på 1900-talet.
Efter en fredlig och demokratisk process blev Barbados självständigt den 30 november 1966, under premiärminister Errol Barrow.
Barbados koloniserades av britter redan på 1600-talet, men har från 1966 varit ett självständigt samväldesrike. Under hösten 2021 beslutade Barbados genom grundlagsändringar att bli en parlamentarisk republik i november 2021.

## Geografi

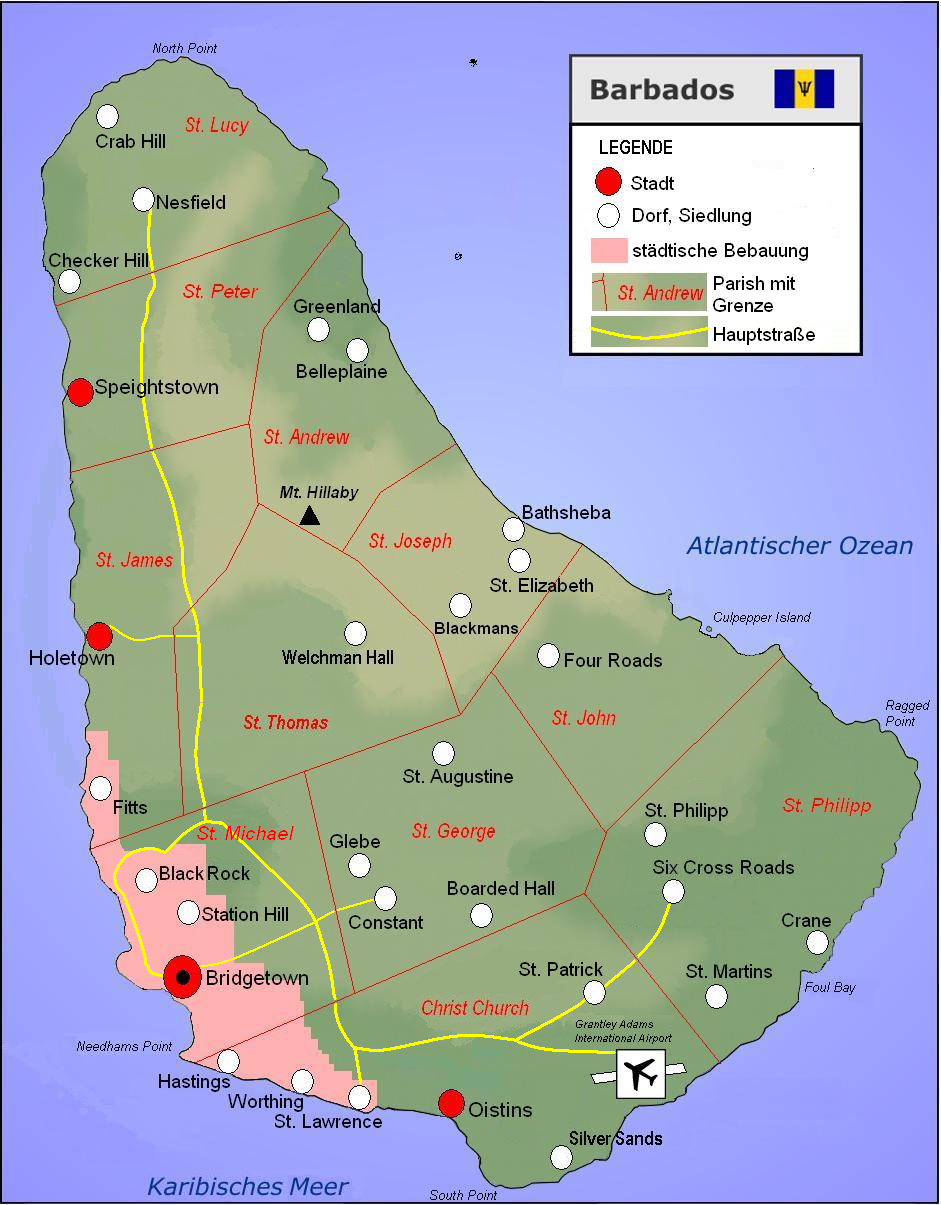
Barbados

Barbados är en relativt platt ö, som stiger något in mot höglandet i centrala delen av landet. Den högsta punkten är Mount Hillaby, som når 336 meter över havet. Ön ligger i Atlanten, öster om de övriga karibiska öarna. Ön är 23 kilometer bred vid sin bredaste plats, och ungefär 34 kilometer lång.

### Klimat
Klimatet på Barbados är tropiskt, med en regntid som varar från juni till oktober. Med oregelbundna mellanrum förekommer orkaner. Tack vare öns placering drabbas den dock inte av orkaner och andra tropiska stormar så ofta som man kunnat tro, eftersom den ligger precis öster om orkanbältet.

### Miljöproblem
De största miljöproblemen är att kustvattnet förorenas av avfall från fartyg, att sopor dumpas där det är risk för förorening av dricksvattnet och jorderosion. 

## Styre och politik

### Författning och styre
Barbados har ett tvåkammarparlament med ett "House of Assembly" och en senat. De 30 ledamöterna i huset utses genom allmänna val för femårsperioder medan senatens 21 ledamöter utnämns av presidenten. Premiärministern utses av presidenten från den lägre kammaren baserat på det parlamentariska underlaget.
Landet har två huvudpartier, Barbados Labour Party, BLP, och Democratic Labour Party, DLP. Båda är tämligen moderata partier utan några större ideologiska meningsskiljaktigheter.

### Administrativ indelning
Barbados administrativa enheter (parishes): Christ Church, Saint Andrew, Saint George, Saint James, Saint John, Saint Joseph, Saint Lucy, Saint Michael, Saint Peter, Saint Philip och Saint Thomas. Staden Bridgetown blir kanske en egen enhet i framtiden, men tillhör just nu församlingen Saint Michael.[när?]

### Politik
Från självständigheten 1966 och fram till 30 november 2021 var Barbados ett samväldesrike: Storbritanniens drottning Elizabeth II var även dess statschef som Barbados drottning. I oktober 2021 valde Barbados sin första president. Barbados parlament valde den befintliga generalguvernören Sandra Mason till att bli landets president i en parlamentarisk republik. Hon svors in vid en ceremoni den 30 november 2021 då skiftet ägde rum. 

## Ekonomi och infrastruktur
Barbados är ett av de mest välutvecklade länderna i Karibien med en regionalt sett hög BNP per capita. Hälsovårds- och utbildningssektorerna håller en förhållandevis hög standard.
Landets ekonomi var beroende av socker, rom och melass under större delen av 1900-talet. Under 1990-talet blev turism och produktionsindustri ekonomiskt viktigare än sockerindustrin. För att minska arbetslösheten uppmuntrar regeringen utländska investerare. Destilleriet Mount Gay, grundat 1703, är fortfarande verksamt på ön.
Finansiella tjänster och lätt tillverkningsindustri är viktiga näringar som har passerat den traditionella sockerindustrin, som mest finns kvar som råvara för romtillverkning, vilken dock ökat.
Den fortsatta ekonomiska utvecklingen är starkt beroende av ekonomin i USA och Europa.

### Energi och råvaror
All elektricitet framställs av fossila bränslen, såsom petroleum, som man utvinner. 
Naturtillgångar på ön är petroleum, fisk och naturgas.

## Befolkning

### Demografi

#### Större städer
Huvudstaden på Barbados är Bridgetown och den kallas oftast helt enkelt "The City" eller "Town", det vill säga "staden". Andra städer på ön är Holetown, Oistins och Speightstown.

#### Minoriteter
Nära 90 % av alla barbadier är av afrikanskt ursprung, varav de flesta är ättlingar till slavarbetare på sockerplantager. Resten av befolkningen utgörs av européer, asiater och en relativt stor andel personer av syriskt och libanesiskt ursprung.

#### Migration
Barbados tar i dagsläget emot många invandrare från Guyana.
År 2016 var nettomigrationen i landet -0,3 migranter per 1 000 invånare, vilket innebär att fler människor lämnade landet än de som invandrade. För varje 1 000 invånare minskade befolkningen med 0,3 personer på grund av migration.

### Språk
Officiellt språk på ön är engelska, medan lokalspråket kallas bajanska och är ett engelskbaserat kreolspråk. 

### Religion
Efter 1655, när britterna fick inflytande, blev den anglikanska kyrkan den dominerande kristna riktningen, men med en stark betoning på liberal protestantism. Flera andra protestantiska kyrkor etablerades också under denna period. På senare tid har evangelikala och karismatiska kyrkor från USA fått ett växande inflytande i regionen. Under Barbadossymposiet 1971 framfördes en protest mot den kulturella förintelsen och folkmordet på ursprungsbefolkningen i Latinamerika. Cirka 93 procent av befolkningen är protestanter, medan ungefär 4 procent tillhör den katolska kyrkan. Det finns ett ekumeniskt samarbete inom Caribbean Council of Churches, där fokus främst ligger på sociala frågor.

### Hälsa
| Hiv och aids             | 2015   |
| ------------------------ | ------ |
| Andel av befolkningen    | 1,57 % |
| Antal                    | 2 600  |
| Dödsfall per år          | 100    |
| Fetma                    | 2014   |
| Andel av befolkningen    | 33,2 % |
| Undervikt hos barn <5 år | 2012   |
| Andel av befolkningen    | 3,5 %  |

År 2016 var spädbarnsdödligheten 10,5 dödsfall per 1 000 levande födslar. Bland pojkar var spädbarnsdödligheten högre, med 11,6 dödsfall per 1 000 levande födslar, jämfört med flickor som hade en lägre siffra på 9,4 dödsfall per 1 000 levande födslar. Mödradödligheten år 2015 uppgick till 27 dödsfall per 100 000 födslar.

## Kultur

### Konstarter

#### Musik
Barbados musiktraditioner har påverkats både av brittiska och afrikanska element. Många av landets folkstilar och traditioner, som tea meetings och tuk bands, har utvecklats som afroamerikanska tolkningar av europeiska kulturella influenser. Protestantisk kyrkomusik spelar fortfarande en betydande roll i Barbadians kulturella liv. Singer/songwriter Anthony Kellman (född 1955) skapar musik som är inspirerad av traditionella stilar. Den mest framstående musikgenren på Barbados är calypso, som engagerar både unga och gamla, särskilt under den årliga Crop over-festivalen. På 1960-talet bidrog gruppen The Merrymen till att popularisera calypso. Under samma period skapade sångaren Jackie Opel (1938–70) spouge, en musikstil som blandade calypso, folkmusik och spirituals, även om den nu har minskat i popularitet.
Reggae, soca och ragga är de mest framträdande populära musikstilarna idag och blandas ofta i olika former. En av landets mest kända artister är världsstjärnan Rihanna.

## Internationella rankningar
| Organisation                                | Undersökning                   | Rankning  |
| ------------------------------------------- | ------------------------------ | --------- |
| Heritage Foundation/The Wall Street Journal | Index of Economic Freedom 2019 | 67 av 180 |
| Reportrar utan gränser                      | Pressfrihetsindex 2019         | N/A       |
| Transparency International                  | Korruptionsindex 2018          | 25 av 180 |
| FN:s utvecklingsprogram                     | Human Development Index 2018   | 56 av 189 |